# Os Lobos (filme)
Os Lobos é um filme mudo português de ficção e drama, com intertítulos, realizado por Rino Lupo em 1923. Tomando como base a obra teatral "Os Lobos: Tragédia Rústica em Três Actos" (1920) de Francisco Lage e João Corréa d'Oliveira, a longa-metragem tornou-se num dos maiores sucessos cinematográficos portugueses da década de 1920, chegando a ter difusão internacional e ser apontada como uma das principais influências para o estilo cinematográfico e a narrativa poética da "escola de cinema portuguesa" durante as décadas seguintes.

## Produção
Inspirado pelo cinema do Norte da Europa e na obra teatral originalmente ambientada em Castro Laboreiro dos dramaturgos portugueses Francisco Lage e João Corréa d'Oliveira, com apenas uma cena inicial filmada em estúdio, onde surgem os escritores da peça e o realizador a convidarem o espectador a conhecer a sua narrativa, Os Lobos foi filmado apenas em décors exteriores, com recurso à luz natural, durante os meses de novembro de 1922 e janeiro e fevereiro de 1923, imortalizando as paisagens naturais da Foz do Douro e da Serra da Estrela, assim como do Porto de Leixões, em Matosinhos, e das localidades de Nelas, distrito de Viseu, e São Romão e Valezim, em Seia, distrito da Guarda, tais como eram no início do século XX. Desejando recriar um naturalismo realista, o realizador optou por seleccionar actores quase todos desconhecidos do grande público, sendo as únicas excepções Joaquim Almada e Sarah Cunha, que já tinham interpretado a peça original quando esta estreou no Teatro Nacional de Almeida Garrett.
Conhecido por não cumprir prazos ou ter qualquer disciplina de produção, durante as filmagens o projecto ultrapassou cinco vezes o orçamento previsto de 50 contos, obrigando a produtora cinematográfica portuense Ibéria Film Lda. a encerrar a sua actividade ainda durante a montagem do filme.
Apesar da falência da sua produtora, através do financiamento de alguns patrocinadores privados, Os Lobos teve a sua ante-estreia a 2 de maio de 1923 e estreia a 7 de maio do mesmo ano, com oito partes, no animatógrafo, teatro e salão de festas Jardim Passos Manoel, no Porto, seguindo-se a sua distribuição e exibição em várias salas de cinema, feiras e espaços improvisados para a projecção do filme em todo país, como no Salão Foz e Chiado Terrasse de Lisboa, a 12 de maio de 1924, com seis partes. Devido ao enorme sucesso que teve a nível nacional, após uma nova montagem, o filme foi também exibido além fronteiras, nomeadamente através da distribuição realizada pela Gaumont em França.

## Sinopse
Após cumprir uma pena por um crime passional, Ruivo, um lobo do mar, chega a uma aldeia da Serra da Cabreira, dominada pela tradição patriarcal, onde a mulher ocupa-se das lidas do lar ou recolhe lenha e o homem vela pelos rebanhos ou abate árvores de que fará carvão, convertendo-se num elemento de fascínio e de desagregação da estrutura arcaica.

## Elenco
- José Soveral · Ruivo
- Branca de Oliveira · Luzia
- Sarah Cunha · Águeda
- Joaquim Avelar · Gardunho
- Joaquim Almada · Tónio
- Eduardo Ríos · São Gens
- Francisco Amores · Sílvio, o Pescador
- Joaquim Moreira · Simão do Anho, Pai de Tónio
- Flora Frizzo · Andreza, Mãe de Tónio
- Aida de Oliveira · Iria
- Manuel Baptista · Tio Gemil
- Ricardina Maia · Rita
- Jeanne Nancray · Silvana
- Carmencita Díaz · Celeste
- Palmira Avelar · Cotovia
- Santos Castro · Tobias
- Carmen Alves

## Equipa Técnica
Realização
- Realização: Rino Lupo[14]

Argumento
- Obra original: "Os Lobos: Tragédia Rústica em Três Actos" (1921) de Francisco Lage e João Corréa d'Oliveira
- Argumento Adaptado: Rino Lupo

Produção
- Produtora: Ibéria Film Lda.
- Director de Produção: Carlos Cudell Goetz

Fotografia
Director de Fotografia: Artur Costa de Macedo
Montagem
- Direcção de Montagem: Rino Lupo
- Laboratório de Imagem: Invicta Film (negativo) e Gaumont (cópias)

Design
- Direcção Artística: Henrique Alegria
- Intertítulos: Francisco Lage e João Corréa d'Oliveira
- Grafismo dos Intertítulos: Alice Rey Colaço

Banda Sonora
- Composição Musical: António Tomás de Lima[15]
- Acompanhamento Original ao Piano: Nicholas McNair

Distribuição
- Distribuidor: Arthur Emaúz

## Restauro e Festivais
Oitenta e oito anos após a sua estreia original e com a descoberta de uma cópia da longa-metragem de Rino Lupo, considerada uma obra prima do cinema mudo europeu, em França, Os Lobos foi restaurado em 2011, sendo posteriormente integrado na programação de vários festivais de cinema pela Europa, como o II Festival de Cinema Português no Reino Unido.
Em 2017, através de um trabalho de resgate de memória pela Cinemateca Portuguesa, os filmes Mulheres da Beira e Os Lobos foram tratados e restaurados, recebendo um novo lançamento em DVD, com a música original de António Tomás de Lima e Nicholas McNair. A campanha inaugurou uma série de edições dedicada à ficção portuguesa realizada entre 1896 e 1930, assim como um novo interesse e despertar para a carreira esquecida de Rino Lupo, gerando o documentário Lupo em 2019.